# Mateško Selo
 Mateško Selo  falu Horvátországban, Károlyváros megyében. Közigazgatásilag  Generalski Stolhoz tartozik.

## Fekvése
Károlyvárostól 21 km-re délnyugatra, községközpontjától légvonalban 5 km-re, közúton 15 km-re délkeletre fekszik.

## Története
A település kezdetei az idő homályába vesznek. Az itt talált ókori faragott kövek azt tanúsítják, hogy már a római korban is éltek itt emberek. A templom régészeti kutatása során megállapították, hogy alapjában és falaiban római szarkofágokból származó kőlapok találhatók. Ilyen típusú szarkofágokat a 4. században faragtak ezen a vidéken. A templom építését a 13. századra teszik a szakemberek, ezzel a környék legősibb templomának számít. Egyedülálló abban a tekintetben is, hogy aránylag épségben túlélte a török kor pusztításait. A templom 1802-ben plébániatemplom rangjára emelkedett és egészen 1892-ig a mrežnički bresti templom felépüléséig ez volt a plébániatemplom. A honvédő háború során azonban súlyos károk érték ezért helyre kellett állítani. A felújítási munkálatok 2006-ban fejeződtek be.
A településnek 1857-ben 137, 1910-ben 176 lakosa volt. Trianon előtt Modrus-Fiume vármegye Ogulini járásához tartozott. 2011-ben 34 lakosa volt.

## Lakosság
| Lakosság változása | Lakosság változása | Lakosság változása | Lakosság változása | Lakosság változása | Lakosság változása | Lakosság változása | Lakosság változása | Lakosság változása | Lakosság változása | Lakosság változása | Lakosság változása | Lakosság változása | Lakosság változása | Lakosság változása | Lakosság változása |
| ------------------ | ------------------ | ------------------ | ------------------ | ------------------ | ------------------ | ------------------ | ------------------ | ------------------ | ------------------ | ------------------ | ------------------ | ------------------ | ------------------ | ------------------ | ------------------ |
| 1857               | 1869               | 1880               | 1890               | 1900               | 1910               | 1921               | 1931               | 1948               | 1953               | 1961               | 1971               | 1981               | 1991               | 2001               | 2011               |
| 137                | 152                | 113                | 149                | 145                | 176                | 160                | 187                | 225                | 208                | 186                | 142                | 111                | 87                 | 52                 | 34                 |

## Nevezetességei
Szent György tiszteletére szentelt temploma a legrégibb az ogulini régióban, építését a 12. -13. századra teszik. Egyhajós épület négyszög záródású szentéllyel. Főbejárata felett római szarkofág fedőlapja van befalazva. Harangtornya eltér a hagyományos tornyoktól, tulajdonképpen a homlokzat falazatának meghosszabbítása, melyben a harangok számára két fülke van kialakítva. A harangozáskor a harangkötelet kívülről, a templom előtt kell meghúzni. A templom alapjában és a sarkok megerősítésére is római szarkofágokból származó kőlapokat használtak. Kis méretű belső tere egyszerű fehérre meszelt, dísz nélküli. Egyetlen dísze a barokk aranyozott márvány oltárépítmény, melyen két női szent között a sárkányölő Szent György lovas szobra látható.  2006-ban a templom teljes felújításon esett át, mely során külseje és környezete is megújult. A homlokzat elé fából nyitott előteret ácsoltak. A feltárás során talált római kőemlékek a templom udvarára vannak kiállítva.